# 勒茲瓦德鄉
44°56′N 25°32′E / 44.933°N 25.533°E
勒茲瓦德鄉（羅馬尼亞語：Comuna Răzvad, Dâmbovița），是羅馬尼亞的鄉份，位於該國南部，由登博維察縣負責管轄，處於布加勒斯特西北面70公里，每年平均降雨量1,001毫米，海拔高度262米，2007年人口8,722。